# 수두 (수문학)

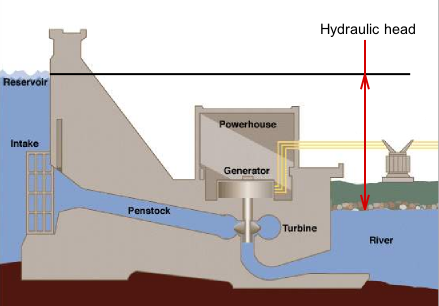
터빈, 벽 마찰 및 난류로 인한 수두 손실 이전에 수력 발전 댐 전체의 수두에서 사용 가능한 차이

수두(水頭), 유압 헤드(hydraulic head) 또는 피에조메트릭 헤드(piezometric head)는 수직 기준 위의 액체 압력을 구체적으로 측정한다.
일반적으로 피에조미터 바닥에서 길이 단위로 표현되는 액체 표면 고도로 측정된다. 대수층에서는 피에조미터 우물의 깊이부터 물까지 계산할 수 있으며 피에조미터의 고도 및 스크린 깊이에 대한 정보를 얻을 수 있다. 수두는 공통 기준점을 기준으로 튜브의 수면 높이를 측정하여 스탠드파이프 피에조미터를 사용하여 물기둥에서 유사하게 측정할 수 있다. 수두는 두 개 이상의 지점 사이의 유압 경사를 결정하는 데 사용할 수 있다.

## 같이 보기
- 동압
- 수위 (수문학)